# مجلس قيادة الثورة للإنقاذ الوطني
مجلس قيادة الثورة للإنقاذ الوطني هو مجلس تم تأسيسه بعد تعاون بين الجيش السوداني والجبهة الإسلامية الوطنية. اعتبرت الهيئة الحاكمة في السودان في أعقاب انقلاب يونيو 1989. وقد مثل المجلس سلطة الحكومة العسكرية السودانية بقيادة اللواء عمر البشير. الذي كان رئيسا للمجلس ورئيسا للوزراء ووزيرا للدفاع والقائد الأعلى للقوات المسلحة السودانية. فيما تألف باقي أعضاء المجلس من أربعة عشر ضابطًا عسكريًا، شاركوا جلهم في الانقلاب وارتبطوا به.:p. 2 وبالتالي، لم تُعلن للجمهور أية لوائح بشأن اختيار أعضائها ومدة ولايتهم.
مارس المجلس السلطة التشريعية وكذلك بعض السلطة التنفيذية. كما عين لجانا لصياغة مختلف المراسيم القانونية. وطيلة ولايته حظر النشاط السياسي واعتقل أعضاء المعارضة وأغلق الصحف ولم ينشر أي قواعد لإجراءاته المتخذة.
نجا المجلس من محاولة انقلاب في عام 1990. وفي أكتوبر 1993 حل المجلس نفسه تلقائيا، وانتقلت سلطاته إلى رئيس الدولة والسلطة التشريعية السودانية. وقد نتج عن ذلك تجميع غالبية السلطة في يد الرئيس عمر البشير.:p. 131